# BMW 003
Le BMW 003 (désignation du RLM : BMW 109-003) était un turboréacteur produit par BMW en Allemagne pendant la Seconde Guerre mondiale sous la direction technique de Hermann Oestrich à la suite des travaux de Hans von Ohain. Il fut, avec le Junkers Jumo 004, l'un des deux premiers turboréacteurs à être fabriqués en série pendant la guerre.

## Généralités
La conception du BMW 003 fut accompagnée du développement d'avions compatibles avec ce type de motorisation. Mais les retards dans la mise au point du moteur amenèrent les avionneurs à utiliser le Jumo 004, dont le développement avait pourtant commencé après le moteur de BMW. La remotorisation avec le Jumo la plus connue est celle du Messerschmitt Me 262, qui utilisa le 003 dans deux de ses prototype de la série V et dans les trois avions de validation A-1b, mais l'Arado Ar 234 et le Horten Ho 229 subirent la même modification. Les seuls avions de combat allemands dotés du turboréacteur de BMW furent les Heinkel He 162 et les dernières versions à quatre moteurs de l'Arado Ar 234.
Près de 500 exemplaires du BMW 003 furent construits en Allemagne, mais très peu furent réellement montés sur des avions. Les plans furent succinctement « communiqués » aux Japonais, qui conçurent le Ne-20, mais n'en firent presque pas usage. Après la Seconde Guerre mondiale, les plans de ce moteur inspirèrent la conception des premiers turboréacteurs soviétiques et français : le SNECMA Atar en était un dérivé.

## Histoire

### Conception et utilisation
L'aspect pratique de la propulsion par réaction avait été démontré en Allemagne dès le début 1937 par Hans von Ohain, travaillant alors avec la compagnie Heinkel. Reconnaissant le potentiel de cette invention, le Ministère de l'Air allemand (en allemand : Reichsluftfahrtministerium, abrégé en « RLM ») encouragea les constructeurs motoristes de l'époque à initier leurs propres programmes de développement de moteurs à réaction. C'est ainsi que les contrats furent attribués aux deux compagnies BMW et Junkers, pour un moteur devant être capable de fournir une poussée statique de 690 kgp (6,77 kN).
Le développement du BMW 003 commença comme un projet de la société Brandenburgische Motorenwerke (ateliers Branderburg Motoren, aussi désignés Bramo), sous la direction d'Hermann Östrich, et reçut la désignation RLM 109-003, le préfixe « 109- » étant alors celui donné à tous les projets de moteurs à réaction de cette période, moteurs-fusées inclus. Bramo était également en train de développer un autre turboréacteur, le 109-002. BMW racheta Bramo en 1939, et obtint du coup les projets de ces deux moteurs. Le 002 était doté d'un compresseur à conception contrarotative très élaborée, visant à supprimer les effets de couple en fonctionnement, mais fut délaissé en faveur du 003, bien plus basique, mais qui prouva par la suite qu'il était lui aussi tout à fait capable d'avoir ses propres problèmes de mise au point.
La fabrication commença plus tard dans la même année, et le moteur fut démarré pour la première fois en août 1940, mais il ne produisait alors que 150 kilos de poussée, soit à peine la moitié de la valeur initialement voulue. Le premier essai en vol eut lieu mi-1941, avec le moteur installé en position ventrale sous un Messerschmitt Bf 110. Les problèmes s'enchaînèrent, à tel point que lorsque le Me 262 fut prêt pour les essais en vol, aucun moteur ne fut disponible pour le propulser, et il fallut mener les tests en modifiant le nez de l'avion et en lui installant un Junkers Jumo 210 à pistons. Il fallut attendre novembre 1941 pour le prototype Me 262 V1 vole enfin avec « ses » BMW, qui cassèrent d'ailleurs tous juste après le décollage,. L'avion dut rentrer à sa base avec le moteur à pistons, qui était toujours présent dans le nez de l'appareil. L'emploi du 003 de BMW pour le Me 262 fut finalement abandonné, à l'exception de trois exemplaires expérimentaux, connus sous la désignation de Me 262 A-1b (numéros de série (Werknummer) 170 078 et suivants). La version de production en série Me 262 A-1a fut, elle, équipée des moteurs concurrents Junkers Jumo 004, dont la masse plus élevée poussa les ingénieurs à augmenter la flèche de l'avion, afin de maintenir son centre de gravité dans une position adéquate.
Pendant les débuts du programme, la fiabilité du 003 se révéla être catastrophique, l'un des pilotes d'essais de chez Heinkel rapportant lors d'une visite sur le centre d'essais d'Arado en novembre 1944, un taux de pannes de 7,4 pannes par heure de vol. Les travaux sur ce moteur ne furent pas stoppés pour autant, et fin 1942, il était devenu bien plus puissant et fiable. Ce moteur entièrement revu et amélioré fut testé avec succès sous l'aile gauche d'un Junkers Ju 88 en octobre 1943 et fut finalement prêt pour une production en série en août 1944. Ces moteurs furent toutefois toujours critiqués pour leur grande fragilité en opérations, avec des intervalles entre réparations majeures de seulement 50 heures. Le temps d'utilisation de son concurrent Jumo 004 était, lui, situé entre 30 et 50 heures, avec parfois des casses à seulement 10 heures de vol. Quoi qu'il en soit, cette durée de vie très courte était souvent encore supérieure à celle d'un pilote de cette période de l'Histoire... Les évolutions du moteur inclurent le 003C, qui amena sa poussée à une valeur de 900 kgp, et le 003D, qui poussa cette valeur à 1 250 kgp, disposant de plus de huit étages de compresseur et de deux de turbine. Le seul appareil de production à avoir utilisé le 003 fut le Heinkel He 162, qui fut équipé d'une version E du moteur, doté de points d'attache ventraux lui permettant d'être installé sur la partie supérieure du fuselage. L'Arado Ar 234C à quatre moteurs fut aussi conçu pour utiliser le 003, qui était alors un moteur plus disponible que son concurrent. En 1944, l'Ar 234 parvint à effectuer avec succès un vol à 13 000 m d'altitude avec ses BMW 003.
Le BMW 003 se montra moins coûteux en matériaux que le propre 801 à pistons en étoile de la même compagnie, avec un coût de seulement 12 000 RM contre 40 000, et moins cher que le moteur V12 à pistons inversés Junkers Jumo 213, coûtant 35 000 RM. Il était toutefois plus cher que son concurrent direct, le Jumo 004 et ses seulement 10 000 RM. De plus, le Jumo 004 ne demandait que 374 heures de main-d'œuvre pour être opérationnel (incluant la fabrication, l'assemblage et la livraison), alors que le 801 nécessitait 1 400 heures pour le même résultat. Lorsqu'en mai 1945, à la fin de la guerre, la mission Fedden (en), menée par Sir Roy Fedden arriva à Kolbermoor, emplacement des ateliers Heinkel-Hirth, les membres envoyés sur le terrain découvrirent que la fabrication d'un moteur à réaction était plus simple et nécessitait un niveau de connaissances plus faibles que pour la fabrication d'un moteur classique à pistons. L'outillage nécessaire était également moins sophistiqué. Il se trouvait en fait que la majeure partie de la fabrication des ailettes creuses refroidies de la turbine, ainsi que l'estampillage de feuilles de métaux pour la fabrication du corps du moteur, pouvaient être réalisés simplement en employant des presses déjà utilisées pour la fabrication de portières automobiles. La durée de vie des chambres de combustion fut estimée à environ 200 heures.
Une version tardive du moteur employait un ou deux moteurs-fusées additionnels, les BMW 109-718, habituellement installés juste au-dessus de la tuyère du moteur, et qui fournissaient chacun une poussée supplémentaire d'environ 1 250 kgp pendant trois à cinq minutes, pour les décollages ou les montées rapides en altitude. Désignée BMW-003R, cette version fut testée, non sans grandes difficultés, sur des prototypes uniques de versions avancées du Me 262 et du He 162, désignées Me 262C-2b Heimatschützer II et He 162E. Les deux prototypes volèrent en utilisant simultanément les deux propulsions pendant le mois de mars 1945, bien qu'aucune trace n'ait été trouvée concernant les résultats des vols avec le He 162E. Il n'y eut finalement que 20 moteurs-fusées 718 produits, chacun ayant nécessité une centaine d'heures de fabrication.
Seulement 500 exemplaires du BMW 003 furent construits, mais les hommes de la mission Fedden estimèrent que la production totale de moteurs à réaction allemands aurait pu atteindre, voire dépasser les 100 000 unités par an dès 1946 si la guerre n'avait pas pris fin en 1945. Le 003 devait également être exporté vers le Japon, mais des exemplaires en état de fonctionnement ne furent jamais livrés. En fait, les ingénieurs japonais se contentèrent d'utiliser des photos et des dessins du moteur pour concevoir localement leur propre moteur, l'Ishikawajima Ne-20.

### Développement en turbomoteur
Le 003 fut sélectionné comme base de développement pour un projet de turbine à gaz, devant répondre à un besoin anticipé des Allemands pour ce que l'on appelle aujourd'hui plus communément une turbine à gaz industrielle. Le projet, désigné GT 101, utilisait le 003 comme base de départ et fut lancé mi-novembre 1944. Son objectif principal était de rééquiper le char d'assaut Panther avec une unité de puissance à turbines, lui procurant ainsi un rapport poids/puissance de 27 ch/tonne, soit le double de celui fourni par le moteur V12 à essence Maybach HL230 d'origine.

### Utilisation après-guerre
Après la guerre, deux 003 pris aux Allemands propulsèrent le prototype du premier chasseur à réaction soviétique, le MiG-9. Des plans du moteur de BMW avaient été saisis par les forces soviétiques à l'intérieur de l'usine de Basdorf-Zühlsdorf, près de Berlin, et des ateliers centraux, près de Nordhausen. La production de la copie du 003 fut installée à l'usine GAZ 466 (Gorkovsky Avtomobilny Zavod, Usine Automobile de Gorky, aussi désignée « Octobre rouge ») à Leningrad, où le moteur fut produit en masse à partir de 1947 sous la désignation de RD-20 (RD pour reactivnyi dvigatel, propulseur à réaction)
Après l'occupation alliée de l'Allemagne, Marcel Dassault aida Hermann Östrich à passer de la zone américaine à la zone française d'occupation alliée. Dans les deux années qui suivirent, il travailla pour Voisin, une division de la SNECMA, le fabricant national de moteurs en France. Utilisant le concept de base de 003, il conçut le plus gros SNECMA Atar, qui équipa ensuite les chasseurs Ouragan, Mirage III et Mystère de Dassault.

## Caractéristiques
Le BMW 003 était un turboréacteur à flux axial, doté d'un compresseur à 7 étages avec des aubes en acier, d'une chambre de combustion annulaire dotée de 16 brûleurs, et d'une turbine à un seul étage. Les ailettes creuses de la turbine étaient constituées de feuilles d'acier de 2 mm d'épaisseur et refroidies par de l'air sous pression prélevé au niveau du compresseur (un procédé toujours employé sur les moteurs modernes).
Dans la forme en ogive centrale avant était installé un petit moteur à deux temps qui servait de groupe de démarrage pour le turboréacteur. Ce petit moteur, identique à celui équipant le Jumo 004, était démarré en tirant manuellement sur une ficelle.

## Versions
(Source : Paul H. Wilkinson, « Aircraft engines of the World 1946 »)
- BMW 003 A1 (TL 109-003) : Prototype, 5,87 kN de poussée à 8 000 tr/min et au niveau de la mer ;
- BMW 003 A2 (TL 109-003) : Version de production initiale, 7,83 kN de poussée à 9 500 tr/min et au niveau de la mer ;
- BMW 003 C (TL 109-003) : Version A2 avec une masse plus faible et une conception améliorée, 8,81 kN de poussée à 9 500 tr/min et au niveau de la mer ;
- BMW 003 D (TL 109-003) : Version C améliorée, 8,81 kN de poussée à 9 500 tr/min et au niveau de la mer ;
- BMW 003 E : Moteur doté de points d'attache ventraux pour pouvoir être installé sur le Heinkel He 162 ;
- BMW 003 R (TLR 109-003) : Version A2 équipée d'un moteur-fusée à carburant liquide BMW 109-718 (désignation RLM : 109-718) fixé de manière permanente au-dessus de la tuyère du moteur. Désigné « Salbei » (« sage »), ce moteur brûlait un mélange de carburant R-Stoff (aussi connu sous les désignations de « Tonka » ou « Tonka-250 »), composé de 50 % de triéthylamine et 50 % de xylidine, et de comburant SV-Stoff (aussi désigné « acide nitrique fumant rouge »), constitué de 94 % d'acide nitrique, 6 % de peroxyde d'azote. Le 003 R produisait une poussée combinée de 20,06 kN pendant environ 3 minutes.

### Turboréacteurs de la même époque
- Junkers Jumo 004
- Heinkel HeS 011
- Porsche 109-005
- Metropolitan-Vickers F.2